# تلمین
تلمین (به ایتالیایی: Tolmino) در تلمین با جمعیت ۳٬۵۲۵ نفر است که در Municipality of Tolmin واقع شده‌است.